# Wellington (Florida)
Wellington ist eine Gemeinde im Palm Beach County im US-Bundesstaat Florida mit 61.637 Einwohnern (Stand: 2020).

## Geographie
Etwa 20 Kilometer nordöstlich der Gemeinde befindet sich West Palm Beach. Das Gemeindegebiet wird von den U.S. Highways 98 und 441 sowie von den Florida State Roads 7, 80, 91 (Florida’s Turnpike), 700 und 882 tangiert.

## Demographische Daten
Laut der Volkszählung 2010 verteilten sich die damaligen 56.508 Einwohner auf 22.685 Haushalte. Die Bevölkerungsdichte lag bei 702,8 Einw./km². 80,0 % der Bevölkerung bezeichneten sich als Weiße, 10,4 % als Afroamerikaner, 0,2 % als Indianer und 3,8 % als Asian Americans. 3,1 % gaben die Angehörigkeit zu einer anderen Ethnie und 2,5 % zu mehreren Ethnien an. 19,4 % der Bevölkerung bestand aus Hispanics oder Latinos.
Im Jahr 2010 lebten in 43,0 % aller Haushalte Kinder unter 18 Jahren sowie 22,2 % aller Haushalte Personen mit mindestens 65 Jahren. 79,1 % der Haushalte waren Familienhaushalte (bestehend aus verheirateten Paaren mit oder ohne Nachkommen bzw. einem Elternteil mit Nachkomme). Die durchschnittliche Größe eines Haushalts lag bei 2,87 Personen und die durchschnittliche Familiengröße bei 3,22 Personen.
29,8 % der Bevölkerung waren jünger als 20 Jahre, 20,3 % waren 20 bis 39 Jahre alt, 33,7 % waren 40 bis 59 Jahre alt und 16,0 % waren mindestens 60 Jahre alt. Das mittlere Alter betrug 40 Jahre. 48,2 % der Bevölkerung waren männlich und 51,8 % weiblich.
Das durchschnittliche Jahreseinkommen lag bei 78.268 $, dabei lebten 8,1 % der Bevölkerung unter der Armutsgrenze.
Im Jahr 2000 war Englisch die Muttersprache von 83,52 % der Bevölkerung, spanisch sprachen 12,18 % und 4,30 % hatten eine andere Muttersprache.

## Bildung
In Wellington befinden sich im Vergleich zu den restlichen Schulen im Palm Beach County überdurchschnittlich gute Bildungsstätten. Dieser Punkt steigert die Attraktivität des Ortes, insbesondere für Familien mit Kindern im schulpflichtigen Alter.

### Liste der Schulen
Elementary Schools:
(entspricht der deutschen Grundschule; Klasse 1 bis 5)
- New Horizons Elementary
- Wellington Community Elementary School
- Binks Forest Elementary School
- Equestrian Trails Elementary School
- Panther Run Elementary
- Elbridge Gales Elementary School

Middle Schools:
(„Mittelschule“; Klasse 6 bis 8)
- Emerald Cove Middle School
- Wellington Landings Community Middle School
- Polo Park Middle School

High Schools:
(entspricht den weiterführenden Schulen)
- Wellington Community High School
- Palm Beach Central High School

#### Privatschulen
- Wellington Christian School
- Kings Academy
- Glades Day School

## Sport
Wellington ist weltberühmt für seine Pferdesportveranstaltungen. An etwa 40 Wochen im Jahr, von Januar bis April, finden dort Spring-, Hunting-, Dressur- und Poloturniere statt.
Wellington ist Gastgeber des Winter Equestrian Festivals sowie des Global Dressage Festivals. Außerdem befindet sich in Wellington mit dem National Polo Center eine der größten Polostätten der Welt und ist Veranstaltungsort des wichtigsten US-amerikanischen Poloturniers, der US Open Polo Championship.
Viele kanadische und US-amerikanische Reitsportler leben – zumindest über die Wintermonate – in Wellington.

## Kultur und Sehenswürdigkeiten
In Wellington befindet sich eine öffentliche Bibliothek, mehrere Erholungsheime, sowie eine Reihe von öffentlichen Parks.
Wellingtons Parks:
| - Aquatics Complex - Aero Club Drive Park - Amesbury Park - Azure Park - Berkshire Park - Block Island Park - Boat Ramp to Lake Wellington - Commons Preserve | - Dorchester Place Park - Essex Park - Farmington Park - Field of Dreams Park - Foresteria Park - Greenbriar Park - Little Blue Park - Margate Park - Mystic Way Park | - Olympia Park - Patriot Memorial - Peaceful Waters Sanctuary - Pine Valley Preserve - Primrose Park - Scott’s Place - Skate Park at Village Park - Staimford Park - Summerwood Circle Park | - Tiger Shark Cove Park - Veteran’s Memorial - Village Park - Wellington Community Center - Wellington Community Park - Wellington Green Park - Wellington Rotary Peace Park - Wellington Tennis Center - Yarmouth Park |

Regionale Einkaufszentren in Wellington sind The Mall at Wellington Green und „The Old Wellington Mall“, und zahlreiche Einkaufsbuchten entlang der großen Straßen.

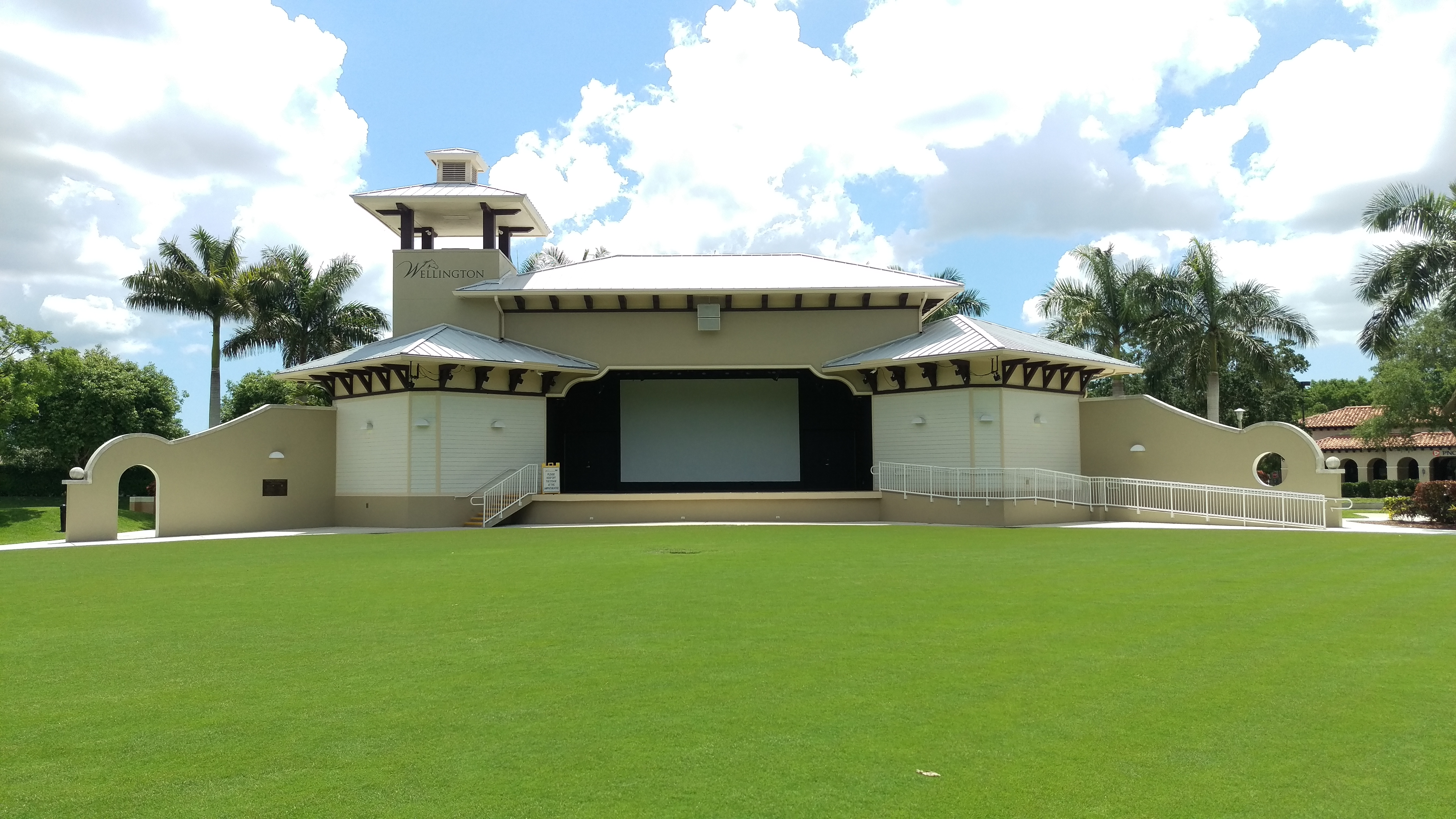
Amphitheater Wellington, Florida

Das Wellington Amphitheater zeigt gratis Kinofilme, Musik und Comedy-Shows und neben anderen Veranstaltungen auch die „Food Truck Invasion“.
Das Perfect Vodka Amphitheatre präsentiert regelmäßig Musik- und Filmaufführungen.

## Kriminalität
Die Kriminalitätsrate lag im Jahr 2010 mit 217 Punkten (US-Durchschnitt: 266 Punkte) im durchschnittlichen Bereich. Es gab vier Morde, acht Vergewaltigungen, 17 Raubüberfälle, 96 Körperverletzungen, 301 Einbrüche, 1191 Diebstähle, 98 Autodiebstähle und fünf Brandstiftungen.

## Persönlichkeiten
Einwohner:
- Michael Bloomberg (* 1942), Bürgermeister von New York City
- Tommy Lee Jones (* 1946), Schauspieler
- Glenn Close (* 1947), Schauspielerin
- Bruce Springsteen (* 1949), Sänger
- Margie Goldstein-Engle (* 1958), Springreiterin
- Madonna (* 1958), Sängerin und Schauspielerin
- Fred Couples (* 1959), Golfer
- Peter Wylde (* 1965), Springreiter
- Vanilla Ice (* 1967), Rapper
- Curtis Pride (* 1968), Baseballspieler
- Ian Carey (1975–2021), Musikproduzent
- Lauren Hough (* 1977), Springreiterin
- Nicolas Roldan (* 1982), Polospieler
- Jarrod Saltalamacchia (* 1985), Baseballspieler
- Matthew Williams (* 1985), australischer Springreiter